# Leucostoma dapsile
Leucostoma dapsile är en tvåvingeart som först beskrevs av Henry J. Reinhard 1956.  Leucostoma dapsile ingår i släktet Leucostoma och familjen parasitflugor. Inga underarter finns listade i Catalogue of Life.